# Chloroclystis nigropunctata
Chloroclystis nigropunctata là một loài bướm đêm trong họ Geometridae.